# بارتوژ بیالوفسکی
بارتوژ بیالوفسکی (انگلیسی: Bartosz Białkowski؛ زادهٔ ۶ ژوئیهٔ ۱۹۸۷) بازیکن فوتبال اهل لهستان است.
از باشگاه‌هایی که در آن بازی کرده‌است می‌توان به باشگاه فوتبال ایپسویچ تاون، و باشگاه فوتبال نوتس کانتی، باشگاه فوتبال گورنیک زابژه، باشگاه فوتبال بارنزلی و باشگاه فوتبال ساوت‌همپتون اشاره کرد.
وی همچنین در تیم‌های ملی فوتبال لهستان بازی کرده‌است.